# Марешаль, Мишель
Мишель Андре Марешаль (фр. Michel André Maréchal; род. 22 октября 1979) — французский экономист, профессор экономики Цюрихского университета. Его научный интерес — исследования на стыке экономики, социальной психологии, криминологии, политологии и биологии.

## Биография
Мишель Марешаль родился 22 октября 1979 года.
С декабря 2001 по март 2002 года учился по обмену студентов в Индийском институте менеджмента Бангалор. В 2004 году окончил университет Санкт-Галлена в Швейцарии по специальности экономика и бизнес-администрирование (lic.oec.hsg). В 2008 году там же получил докторскую степень по экономике и финансам (PhD), успешно защитив докторскую диссертацию на тему «Поведенческая экономика в дикой природе». Научными руководителя были профессоры Джон Лист и Моника Батлер.
Преподавал старшим научным сотрудником в 2007—2011 годах, ассистентом профессора по экономике в 2011—2017 годах, ассоциированным профессором в 2017—2018 годах экономического факультета Цюрихского университета. С августа 2018 года работает полным профессором экономики Цюрихского университета.
В настоящий момент является помощником редактора журнала Journal of the European Economic Association с января 2018 года, членом исследовательской сети Центра экономических исследований (CESifo) в Мюнхене с 2014 года.
Его работы была представлены в различных международных изданиях, например, Economist, BBC, New York Times, Forbes, Le Monde, Wall Street Journal, Harvard Business Review, The New Yorker и в ряде швейцарских СМИ.

## Вклад в науку
Профессор Марешаль проводит полевые и лабораторные экспериментальные методы, часто в сотрудничестве с фирмами, некоммерческими и правительственными организациями. Его текущие исследовательские проекты охватывают такие темы, как неэтичное поведение и преступность, экономика организации, социальные нормы, а также зависимость экономических предпочтений от контекста.

## Награды
За свои достижения был неоднократно отмечен наградами:
- 2020 — премия Diligentia[англ.] за эмпирические исследования (за научную статью «Гражданская честность во всем мире»);
- 2020–2023 — грант фонда научных исследований Цюрихского университета;
- 2019–2020 — грант фонда NOMIS;
- 2016 — премия от журнал Journal of the European Economic Association за выдающиеся достижения в судействе;
- 2013—2017 — грант от Института Готлиба Дуттвейлера[англ.] (GDI)
- 2008—2010 — грант от Швейцарского национального научного фонда[англ.];
- 2007 — грант от фонда Ричарда-Бюхнера;
- 2007 — грант от исследовательского фонда Университета Санкт-Галлена;
- 2005—2006 — грант от научно-исследовательского фонда Университета Санкт-Галлена.